# Rhododendron komiyamae
Rhododendron komiyamae är en ljungväxtart som beskrevs av Tomitaro Makino. Rhododendron komiyamae ingår i släktet rododendron, och familjen ljungväxter. Inga underarter finns listade i Catalogue of Life.